# روفي

شعار شركة روفي

روفي (بالإنجليزية: Rovi) هي شركة تكنولوجيا أمريكية عامة تعمل على مستوى عالمي. تُقدم الشركة خدمات في مجالات التوجيه التقني، والبيانات الترفيهية، وحماية النسخ، والربط الشبكي وفقًا لمعايير الصناعة، بالإضافة إلى إدارة الوسائط لأجهزة وخدمات الإعلام الرقمي والترفيه التكنولوجي.
تأسست الشركة عام 1983 تحت اسم ماكروفيجن (Macrovision), قبل أن تغيّر اسمها إلى روفي في عام 2009.
في عام 2016، أعلنت شركة Rovi استحواذها على شركة TiVo، وهي شركة معروفة بابتكاراتها في مجال أجهزة تسجيل الفيديو الرقمي (DVR). بعد الاندماج، تقرر أن تحتفظ الشركة الناتجة باسم TiVo، مع الاستمرار في تقديم الحلول التقنية وخدمات البيانات الترفيهية.

## روابط خارجية
- موقع شركة TiVo الرسمي
- الموقع الرسمي للشركة الأم (Xperi Holding Corporation)